# Limnophilomyia transvaalensis
Limnophilomyia transvaalensis là một loài ruồi trong họ Limoniidae. Chúng phân bố ở vùng nhiệt đới châu Phi.